# Kim Ung-u
Kim Ung-u (Mangyongdae-guyok, 17 giugno 1848 – Joseon, 4 ottobre 1878) è stato un contadino nordcoreano, padre di Kim Bo-hyon, nonno di Kim Hyong-jik, bisnonno del fondatore della Corea del Nord Kim Il Sung, trisavolo di Kim Jong Il e quadrisavolo dell'attuale dittatore Kim Jong Un. È considerato un eroe nazionale in Corea del Nord.

## Biografia
Nacque il 17 giugno 1848 nell'insediamento Mangyongdae di Joseon (oggi parte di Pyongyang) come figlio maggiore di Kim Song-ryeong (1º dicembre 1810 - 12 marzo 1899) e Na Hyon-jik (4 marzo 1811 - 23 gennaio 1897); aveva tre fratelli: Kim Iguk (1854 - 1947), Kim Jongsu (1855 - 1943) e Kim Insok (1863 - 1952). Il nome di sua moglie è sconosciuto, ma è certo che sposò una signora della famiglia Ri e che dal loro matrimonio nacque un solo figlio, Kim Bo-hyon.
Kim Ung-u morì giovane, all'età di 30 anni, per cause sconosciute. Nella Corea del Nord, guidata dai suoi successori, è ricordato ancora oggi come il leader dell'attacco al generale Sherman e come eroe nazionale.

## Partecipazione all'incidente del generale Sherman
Scritti contemporanei e fonti nordcoreane si contraddicono a vicenda riguardo alla partecipazione e al ruolo di Kim Ung-u nell'incidente del generale Sherman, quando una nave mercantile americana armata risalì il fiume Taedong con l'intenzione di condurre scambi commerciali, un'attività illegale in un paese isolazionista come la Corea governata dalla dinastia Joseon.

### Versione nordcoreana dei fatti
Secondo la Corea del Nord, l'incidente è avvenuto come segue: il generale Sherman arrivò a Joseon nell'agosto del 1866 (secondo il calendario lunare era ancora luglio). L'equipaggio della nave, originariamente arrivata per scopi commerciali, decise di navigare verso l'interno alla volta di Pyongyang. Per evitare ciò, Kim e i suoi compagni tesero delle corde attraverso il fiume Taedong. Quando Kim Ung-u scoprì che gli americani sparavano con i cannoni contro i residenti coreani, saccheggiavano e addirittura chiedevano dove si trovassero le tombe reali, reclutò un esercito di volontari che caricarono legna da ardere su barche di legno e le portarono sulla nave americana e dargli fuoco. La nave americana prese fuoco e affondò. Gli americani in seguito inviarono un'altra nave, la Shenandoah, come vendetta, ma i coreani, sempre guidati da Kim Ung-u, la affondarono.

### Versione contemporanea
Il Joseon descrisse l'incidente come segue: la nave americana voleva commerciare con il popolo Joseon, che rifiutò perché era vietato dalla legge commerciare con persone provenienti da paesi stranieri. Gli americani proseguirono la navigazione senza il permesso dei coreani e, in risposta, i coreani attaccarono e affondarono la nave durante giorni di combattimenti.